# UAE Tour
Die UAE Tour ist ein Etappenrennen im Straßenradsport das in den Vereinigten Arabischen Emiraten ausgetragen wird. Die Rundfahrt zählt zur UCI WorldTour und findet seit der Erstaustragung im Jahr 2019 jährlich statt.
Im Jahr 2023 wurde zudem erstmals ein gleichnamiges Frauenrennen ausgetragen. Der Veranstalter beider Wettbewerbe sind das Abu Dhabi Sports Council und die RCS MediaGroup.

## Geschichte
Die UAE Tour entstand im Jahr 2019 durch die Fusion der Abu Dhabi Tour und Dubai Tour, die beide von der RCS MediaGroup organisiert wurden. Die neu geschaffene Rundfahrt ersetzte die Dubai Tour am Anfang des Jahres (Februar) und übernahm den UCI WorldTour Status der Abu Dhabi Tour.
Die 1. Austragung der UAE Tour umfasste sieben Etappen und wurde von dem Slowenen Primož Roglič gewonnen. Die Ausgabe im Jahr 2020 musste wegen der COVID-19-Pandemie nach fünf von sieben Etappen abgebrochen werden. Zwei italienische Mitarbeiter eines Radsportteams hatten sich mit dem Virus infiziert. Alle 167 Fahrer mussten sich daraufhin Tests unterziehen. Diese fielen alle negativ aus.
Neben der UAE Tour wird im Jahr 2023 erstmals ein Frauenrennen ausgetragen, das im Rahmen von vier Etappen stattfinden soll.

## Streckenführung

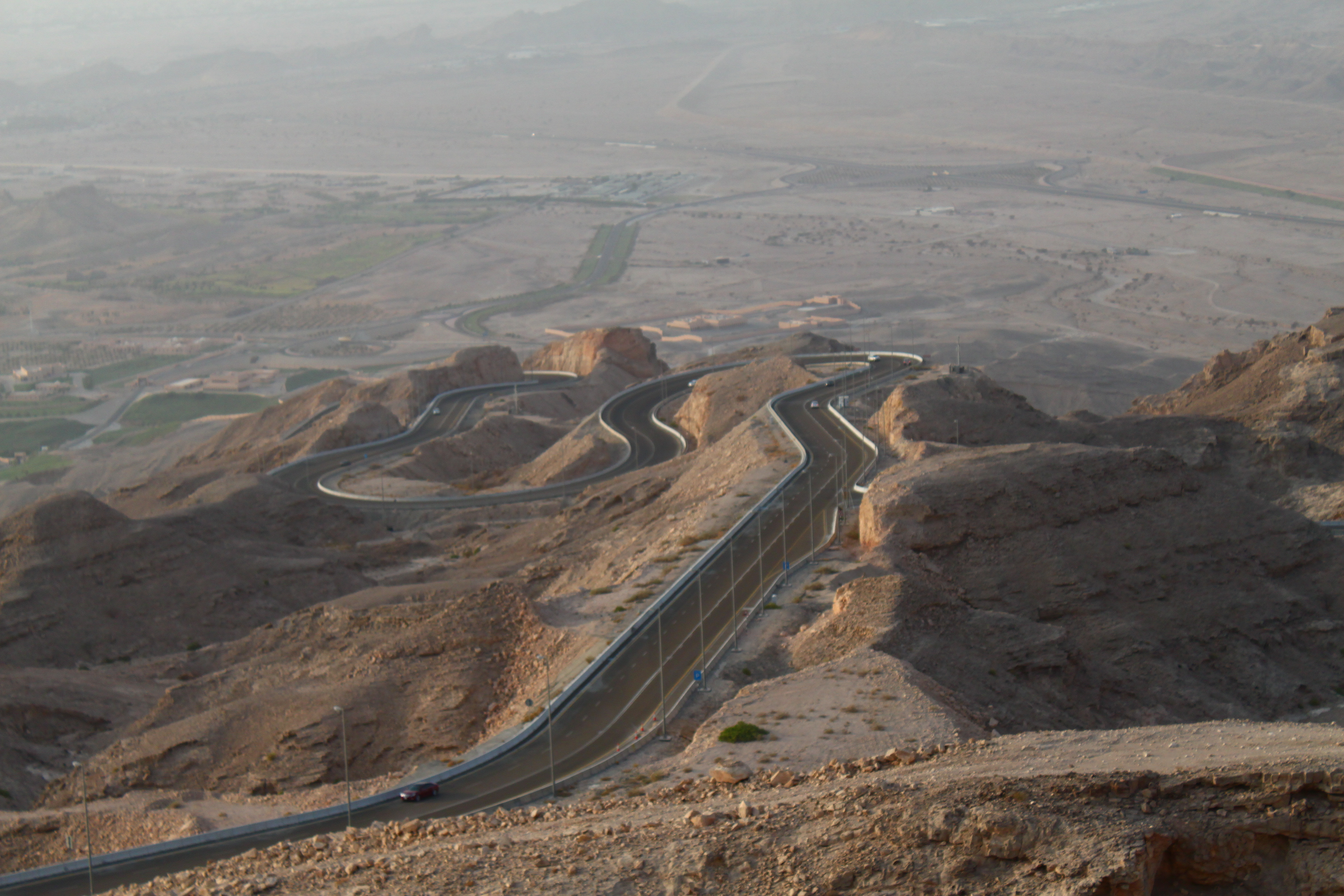
Straße auf den Jebal Hafeet/Dschabal Hafit

Die Streckenführung der UAE Tour hat sich seit ihrer Erstaustragung nur geringfügig verändert. Der Großteil der Etappen findet in Küstennähe des Persischen Golfs statt, während die Rundfahrt nur sporadisch über das Hadschar-Gebirge an den Golf von Oman führt. Meist werden um die Metropolen Dubai und Abu Dhabi flache Etappen ausgetragen, die an den Sehenswürdigkeiten der Städte vorbei führen. Mit dem Jebel Haffet (1025 m) und Jebel Jais (1491 m) nutzt die Organisation zudem regelmäßig zwei Bergankünfte. Besonders der Jebel Haffet, der bislang bei jeder Austragung im Programm der Rundfahrt aufschien, ist mit seiner Länge von rund 11 Kilometern meist der entscheidende Anstieg der Rundfahrt. Meist wird zu Beginn der Rundfahrt ein Einzelzeitfahren oder Mannschaftszeitfahren ausgetragen.
Eine weitere Besonderheit der Rundfahrt stellte die kurze, steile Auffahrt auf den Hatta-Dam dar. Diese wurde von der Dubai Tour übernommen und wurde zuletzt im Jahr 2020 genutzt.

## Wertungen
Bei der UAE Tour wird neben der Gesamtwertung auch eine Punkte-, Nachwuchs- und Zwischensprintwertung ausgetragen. Die Führenden der jeweiligen Wertung sind an speziellen Trikots zu erkennen, die in den Landesfarben der Vereinigten Arabischen Emirate gehalten sind. Der Gesamtführende trägt ein Rotes Trikot, während die Sieger der der Punkte-, Nachwuchs- und Zwischensprintwertung ein Grünes, Weißes bzw. Schwarzes Trikot erhalten. Ursprünglich wurden die Wertungstrikots von Castelli hergestellt, ehe mit Alé Cycling ein neuer Trikot-Ausstatter präsentiert wurde.
Weiters erhält der Gesamtsieger der UAE Tour eine goldene siebeneckige Trophäe, die von GDE Bertoni entworfen wurde. Jede Seite repräsentiert eines der sieben Emiraten, während das goldene Material sowohl die Farbe der Wüste als auch das streben nach dem Sieg symbolisieren soll.

## Palmarès
| Jahr | Sieger              | Zweiter            | Dritter        |
| ---- | ------------------- | ------------------ | -------------- |
| 2019 | Primož Roglič       | Alejandro Valverde | David Gaudu    |
| 2020 | Adam Yates          | Tadej Pogačar      | Alexei Luzenko |
| 2021 | Tadej Pogačar       | Adam Yates         | João Almeida   |
| 2022 | Tadej Pogačar       | Adam Yates         | Pello Bilbao   |
| 2023 | Remco Evenepoel     | Lucas Plapp        | Adam Yates     |
| 2024 | Lennert Van Eetvelt | Ben O’Connor       | Pello Bilbao   |
| 2025 | Tadej Pogačar       | Giulio Ciccone     | Pello Bilbao   |